# 粛清 (ゲーム・オブ・スローンズ)
『粛清』はHBO(日本ではスター・チャンネルが放送)のファンタジー・ドラマ・シリーズである『ゲーム・オブ・スローンズ』の第2章『王国の激突』の第2話である。プロデューサーでもあるデイヴィッド・ベニオフ と D・B・ワイスによって、原作『王狼たちの戦旗』に基づいて脚本が書かれ、 アラン・テイラーが監督した。
前話で始まったストーリーラインが続く。〈壁〉に向かう〈冥夜の守人〉の一行は、ジェンドリーを探す二人の〈王都の守人〉によって止められ、小評議会は〈冬の王〉ロブ・スタークの提案する条件を受け取り、デナーリス・ターガリエンは送り出した3人の斥候を砂漠で待ち、シオン・グレイジョイは故郷の鉄諸島に戻る。

## あらすじ

### キングズランディング
ティリオン(ピーター・ディンクレイジ)が自室に戻ると、愛人のシェイ(シベル・ケキリ)とヴァリス(コンリース・ヒル)が話をしている。ティリオンとヴァリスは穏やかに相手を脅迫しあう。ヴァリスは、ティリオンの父の命に背いてシェイがここにいることを暴露することができると言い、ティリオンはお返しにヴァリスを殺すと言う。小評議会で、摂政太后サーセイ (レナ・ヘディ)はロブ・スタークからの講和条件を読み上げて破り捨て、次に〈冥夜の守人〉総帥ジオー・モーモント(ジェームズ・コスモ)からの、増員を求め、死から甦った〈亡者〉に遭遇したことを警告する手紙を読み上げる。だがティリオン以外の小評議会はモーモントの手紙を真剣に受け取らない。後に、ティリオンは〈王都の守人〉の総帥ジャノス・スリントと食事をし、ロバート王の落とし子が殺されたことを話し合う。ジャノスが誰の命令だったのかを口にしなかった時、ティリオンはジャノスを逮捕させて〈壁〉に追放とし、代わりにブロン(ジェローム・フリン)をその地位につける。後にサーセイがこの追放処分を責めた時、ティリオンは赤子殺しの太后として民に死を望まれながら統治するのは難しいだろうと言うが、命令を出したのがサーセイではなくジョフリー(ジャック・グリーソン)であったことを知る。

### ドラゴンストーン
ダヴォス・シーワース(リアム・カニンガム)と息子のマットスは、ダヴォスの旧友の海賊サラドール・サーンを説得して味方につけ、持ち船を陣営に加える。お返しにキングズランディングを略奪することを許すが、サーンの二つ目の望みであるサーセイ太后を約束することはできない。ダヴォスとサーンは、マットスが〈光の王〉を篤く信仰することを苦々しく思う。後に、ダヴォスはサーンが30隻の船を連れて味方になるとスタニス・バラシオン(スティーヴン・ディレイン)とメリサンドル(カリス・ファン・ハウテン)に報告する。メリサンドルはスタニスを誘惑し、身を〈光の王〉に捧げるならば息子を授けると約束する。

### 鉄諸島
シオン・グレイジョイ(アルフィー・アレン)は故郷鉄諸島に帰るが、出迎えのないことに不満を覚える。見知らぬ若い女性に出迎えられ、馬に相乗りしてパイク城に向かいながら、女性を誘惑しようとする。城に着くが、父親ベイロン・グレイジョイに冷たい出迎えを受ける。ベイロンを鉄諸島の王にするというロブからの提案を見せるが、ベイロンは拒否し、スターク家の気風に染まったシオンを侮辱する。シオンを出迎えた女性の正体はシオンの姉ヤーラであり、鉄諸島の艦隊の指揮官であるとベイロンは言う。

### 狭い海の向こう側
送りだした三人の斥候のうち一人の馬がデナーリス・ターガリエン(エミリア・クラーク)のもとに戻るが、鞍袋には斥候の首が入れられている。部族(カラザール)を女が率いるのを好まない他のカール(部族長)からのメッセージであると、ジョラー・モーモント(イアン・グレン)は言う。デナーリスは火葬の用意をさせ、復讐を誓う。

### 〈壁〉に向かう一行
王の許可状をもった二人の〈王都の守人〉(金マント)が、ジェンドリーを探して旅の一行のもとに来る。だがヨーレンが剣で脅して追い払う。ジェンドリーはアリア(メイジー・ウィリアムズ)と、自分が探される理由を話しあった後、アリアが女であることを知っていると漏らす。父が処刑される数週間前にジェンドリーに会ったことを知り、アリアは自分の正体をジェンドリーに明かす。

### 〈壁〉の向こう側
サムウェル・ターリー(ジョン・ブラッドリー)は、ジョンのダイアウルフのゴーストからクラスター(ロバート・パフ)の娘で妻のジリ(ハンナ・マリー)を助ける。サムはジョン・スノウ(キット・ハリントン)に、ジリを連れ出したいと頼むが、クラスターの家族にはかかわれないとジョンは断る。身ごもっているジリはなぜ出て行きたいのか話そうとしないが、クラスターの息子がどうなるのか、ジョンは疑い始める。ジョンはその夜遅く、クラスターが生まれたばかりの赤子を森に連れていくのを見る。後をつけるが、クラスターが一人で戻って来るのを見る。氷の割れる音を聞き、赤子を助けようと急ぎ、ホワイト・ウォーカーが赤子を手に入れるところを見る。追いかけようとするジョンの頭をクラスターが殴り、ジョンは気を失う。

## 製作

### 脚本
原作第二部『王狼たちの戦旗』の、第6、9、10、12、13、16、20、21、24そして25章に基づいて、プロデューサーでもあるデイヴィッド・ベニオフ と D・B・ワイスが脚本を書いた。
原作との主な差異は、〈王都の守人〉の新指揮官ジャスリン・バイウォーターが消えて、ブロンがこの役割を兼ねることである。また、シオンを鉄諸島で出迎える叔父エイロン・グレイジョイも登場しない。
原作では示唆されているだけのシーンが追加されている。クラスターが赤子をホワイト・ウォーカーに届けるシーン、スタニスとメリサンドルの性交のシーンである。

### キャスティング
原作ではシオン・グレイジョイの姉はアシャであるが、野人のオシャとの混同を避けるためにヤーラと改名されている。
原作では、サラドール・サーンは白い肌と金髪だとされているが、タンザニア系のイギリス人黒人俳優のLucian Msamatiが演じている。

### ロケーション

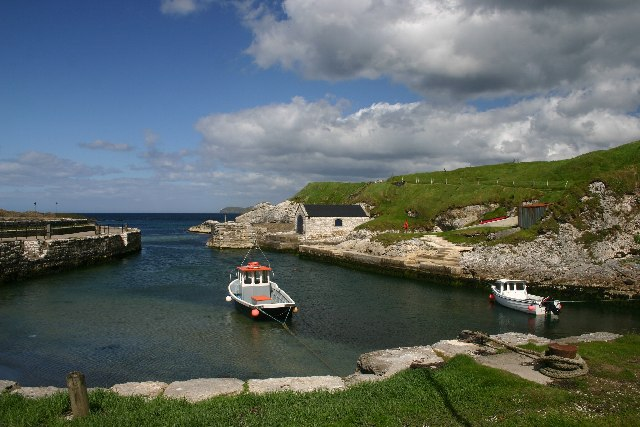
鉄諸島のパイク城が撮影された北アイルランドの港

鉄諸島のパイク城が初めて登場するが、北アイルランドの港で撮影されている。

## 評判

### 視聴者数
第1話に続いて視聴者数は高く推移し、初回放送は380万人に視聴された。第2話の視聴者数が発表された直後に、HBOは第3シーズンの製作を発表した。

## 参照
1. ↑  Hibberd, James. “'Game of Thrones,' 'Mad Men,' 'Killing' ratings remain steady”. Entertainment Weekly. 2012年5月9日閲覧。
2. ↑  Hibberd, James. “'Game of Thrones' renewed for third season”. Entertainment Weekly. 2012年5月10日閲覧。